# باشگاه بسکتبال تی‌تی‌یو-ای. لی کوک
باشگاه بسکتبال تی‌تی‌یو-ای. لی کوک (استونیایی: TTÜ-A. Le Coq) یک باشگاه بسکتبال در تالین، استونی بود که در سال ۱۹۸۹ تاسیس و در سال ۲۰۰۲ شده است.